# Barylestis variatus
Barylestis variatus là một loài nhện trong họ Sparassidae.
Loài này thuộc chi Barylestis. Barylestis variatus được Mary Agard Pocock miêu tả năm 1899.